# Spoorlijn Scharzfeld - St. Andreasberg
De spoorlijn Scharzfeld - St. Andreasberg was een Duitse spoorlijn in Nedersaksen en was als spoorlijn 1815 onder beheer van DB Netze. 

## Geschiedenis
Het traject werd door de Preußische Staatseisenbahnen geopend op 1884. Tot 1975 vond er personenvervoer plaats over het gehele traject waarna het stelselmatig werd afgebouwd, tot in 2004 het laatste gedeelte tussen Scharzfeld en Bad Lauterberg werd gesloten.  

## Aansluitingen
In de volgende plaatsen is of was er een aansluiting op de volgende spoorlijnen:
Scharzfeld
DB 1810, spoorlijn tussen Northeim en Nordhausen
St. Andreasberg
Tandradspoorweg tussen St. Andreasberg West en St. Andreasberg Stadt